# ジャンルカ・ペーゴロ
ジャンルカ・ペーゴロ（Gianluca Pegolo、1981年3月25日 - ）は、イタリア・ヴェネト州バッサーノ・デル・グラッパ出身の元サッカー選手。現役時代のポジションはGK。

## 経歴

### クラブ
2000-01シーズンはエラス・ヴェローナからセリエC2・フィオレンツォーラへのレンタル移籍でプロデビュー。2001-02シーズンはヴェローナに戻り、セリエAデビューを果たした。ヴェローナはこの年限りでセリエB降格となるが、ペーゴロは翌2002-03シーズンから5シーズン、正GKを務めた。
しかし、セリエA復帰どころかヴェローナは2006-07シーズン限りでセリエC1降格が決まり、ペーゴロはジェノアへ移籍。それでもジェノアでプレーすることはなく、マントヴァ、パルマとセリエBのチームへのレンタルを経て、2009年夏にシエーナへ完全移籍した。当初は控えだったが、セルビア代表のジェリコ・ブルキッチの故障中に好パフォーマンスを披露し、ブルキッチから定位置を奪取した。2012-13シーズンは31歳にして初めて正GKとしてセリエA開幕を迎えたが、チームは八百長問題で勝ち点が-8からの（のちに勝ち点-6に軽減）となってしまった。結局勝ち点減とリーグワースト2位タイ（インテルとタイ）の57失点を喫した守備陣が足を引っ張り、セリエBへの降格が決まった。ペーゴロは全38試合に出場し、その失点数に見合わない活躍を見せた。
同胞のクラウディオ・ラニエリ監督が率いるASモナコへの移籍が噂されていたが、2013年9月2日、USサッスオーロ・カルチョに移籍が決定。

### 代表
U-20、U-21イタリア代表でのプレー経験がある。